# Juan Francisco Escobar
Juan Francisco Escobar (1949. január 31. –) paraguayi nemzetközi labdarúgó-játékvezető.

## Pályafutása

### Nemzeti játékvezetés
A küldési gyakorlat szerint rendszeres partbírói tevékenységet is végzett. Az I. Liga játékvezetőjeként 1994-ben vonult vissza.

### Nemzetközi játékvezetés
A Paraguayi labdarúgó-szövetség Játékvezető Bizottsága (JB) terjesztette fel nemzetközi játékvezetőnek, a Nemzetközi Labdarúgó-szövetség (FIFA) 1983-tól tartotta nyilván bírói keretében. A FIFA JB központi nyelvei közül a spanyolt beszéli. Több nemzetek közötti válogatott és klubmérkőzést vezetett, vagy működő társának partbíróként, illetve 4. bíróként segített. Az aktív nemzetközi játékvezetéstől 1994-ben búcsúzott. Válogatott mérkőzéseinek száma: 13.

#### Labdarúgó-világbajnokság

##### U20-as labdarúgó-világbajnokság
Szovjetunió rendezte az 1985-ös ifjúsági labdarúgó-világbajnokságot, ahol a FIFA JB bíróként alkalmazta.

###### 1985-ös ifjúsági labdarúgó-világbajnokság
| Időpont           | Helyszín                 | Mérkőzés típusa              | Mérkőzés             | Eredmény | Nézők száma |
| ----------------- | ------------------------ | ---------------------------- | -------------------- | -------- | ----------- |
| 1967. október 28. | Hrazdan Stadion, Jereván | csoportmérkőzés (A. csoport) | Magyarország–Tunézia | 2 – 1    | 19 000      |

---
A világbajnoki döntőkhöz vezető úton Mexikóba a XIII., az 1986-os labdarúgó-világbajnokságra, valamint Amerikai Egyesült Államokba a XV., az 1994-es labdarúgó-világbajnokságra a FIFA JB játékvezetőként alkalmazta. Selejtező mérkőzéseket a CONMEBOL zónában vezetett.

##### 1986-os labdarúgó-világbajnokság

###### Selejtező mérkőzés
| Időpont           | Helyszín                | Mérkőzés típusa           | Mérkőzés        | Eredmény | Nézők száma |
| ----------------- | ----------------------- | ------------------------- | --------------- | -------- | ----------- |
| 1985. március 31. | Olimpiai Stadion, Quito | előselejtező (2. csoport) | Ecuador–Uruguay | 0 – 2    | 45 000      |

##### 1994-es labdarúgó-világbajnokság

###### Selejtező mérkőzés
| Időpont             | Helyszín                       | Mérkőzés típusa           | Mérkőzés          | Eredmény | Nézők száma |
| ------------------- | ------------------------------ | ------------------------- | ----------------- | -------- | ----------- |
| 1993. július 25.    | Hernando Siles Stadion, La Paz | előselejtező (2. csoport) | Bolívia–Brazília  | 2 – 0    | 42 611      |
| 1993. augusztus 28. | Estadio Centenario, Montevideo | előselejtező (2. csoport) | Uruguay–Venezuela | 4 – 0    | 20 000      |

#### Copa América
Chile a 35., az 1991-es Copa América, Ecuador a 36., az 1993-as Copa América labdarúgó tornát rendezte, ahol a CONMEBOL játékvezetőként foglalkoztatta.

##### 1991-es Copa América

###### Copa América mérkőzés
| Időpont          | Helyszín                                     | Mérkőzés típusa              | Mérkőzés           | Eredmény | Nézők száma |
| ---------------- | -------------------------------------------- | ---------------------------- | ------------------ | -------- | ----------- |
| 1991. július 7.  | Playa Ancha Stadion, Valparaíso              | csoportmérkőzés (B. csoport) | Kolumbia–Ecuador   | 1 – 0    | 15 000      |
| 1991. július 15. | Estadio Sausalito, Viña del Mar              | csoportmérkőzés (B. csoport) | Brazília–Ecuador   | 3 – 1    | 30 000      |
| 1991. július 21. | Estadio Nacional de Chile, Santiago de Chile | döntő                        | Argentína–Kolumbia | 2 – 1    | 50 000      |

##### 1993-as Copa América

###### Copa América mérkőzés
| Időpont          | Helyszín                          | Mérkőzés típusa              | Mérkőzés         | Eredmény | Nézők száma |
| ---------------- | --------------------------------- | ---------------------------- | ---------------- | -------- | ----------- |
| 1993. június 20. | George Capwell Stadion, Guayaquil | csoportmérkőzés (C. csoport) | Argentína–Mexikó | 1 – 1    | 16 000      |
| 1993. június 26. | Monumental Stadion, Guayaquil     | egyik negyeddöntő            | Kolumbia–Uruguay | 1 – 1    | 10 000      |

#### Olimpiai játékok
Az 1992. évi nyári olimpiai játékok labdarúgó tornáján a FIFA JB mérkőzésvezetőként vette igénybe szolgálatát.

##### 1992. évi nyári olimpiai játékok
| Időpont          | Helyszín                   | Mérkőzés típusa              | Mérkőzés             | Eredmény | Nézők száma |
| ---------------- | -------------------------- | ---------------------------- | -------------------- | -------- | ----------- |
| 1992. július 24. | Romareda Stadion, Zaragoza | csoportmérkőzés (A. csoport) | Lengyelország–Kuvait | 2 – 0    | 2000        |
| 1992. július 28. | Romareda Stadion, Zaragoza | csoportmérkőzés (D. csoport) | Dánia–Ghána          | 0 – 0    | 5000        |

#### Nemzetközi kupamérkőzések
Vezetett kupadöntők száma: 2

##### Copa Libertadores
| Időpont           | Helyszín                                     | Mérkőzés típusa        | Mérkőzés                             | Eredmény | Nézők száma |
| ----------------- | -------------------------------------------- | ---------------------- | ------------------------------------ | -------- | ----------- |
| 1985. október 17. | Monumental Stadion, Buenos Aires             | döntő első mérkőzés    | Argentinos Juniors–América de Cali   | 1 – 0    | 35 400      |
| 1993. május 26.   | Estadio Nacional de Chile, Santiago de Chile | döntő második mérkőzés | CD Universidad Católica–São Paulo FC | 2 – 0    | 50 000      |